# 539년

## 연호
- 남량(南梁) 대동(大同) 5년
- 동위(東魏) 원상(元象) 2년 / 흥화(興和) 원년
- 서위(西魏) 대통(大統) 5년
- 신라(新羅) 건원(建元) 4년

## 기년
- 남량(南梁) 무제(武帝) 38년
- 동위(東魏) 효정제(孝靜帝) 6년
- 서위(西魏) 경문제(景文帝) 5년
- 신라(新羅) 법흥왕(法興王) 26년
- 고구려(高句麗) 안원왕(安原王) 9년
- 백제(百濟) 성왕(聖王) 17년